# 損失補填
損失補塡（損失補填、そんしつほてん）とは、生じた損失について穴埋めをすることをいう。特に、証券会社などのブローカーが顧客から受託した有価証券の売買やデリバティブ取引などについて損失が生じた場合に、財産上の利益を提供することをいう。かつては「塡」が常用漢字でなかったことから、「損失補てん」と書かれることもある。
金融商品取引法および商品先物取引法においては「補てん」となっているが、以下「補填」で統一する。
類似語に「損失保証」があるが、損失保証は損失が生ずる前に損失が生じたら穴埋めをすることを約束することをいい、損失補填は損失が生じた後に穴埋めをすることをいう、と区別される。また、「利回り保証」とは、投資額に対する一定の収益を保証することをいう。なお、「損失補償」と書かれることもあるが、こちらは一般的には行政法上の用語として使用されるので、混乱を避けるため本項では使用しない。

## 損失補填の禁止
証券取引法42条の2は、損失補填等を禁止する（以下、条名のみは証券取引法）。

### 経緯
昭和40年の証券取引法改正において、証券会社又はその役職員が有価証券の売買その他の取引について生じた損失を負担することを約して勧誘することが禁じられた（旧50条1項3号,4号）。その理由としては、こうした勧誘により投資家が安易な取引をすることにより投資家の自己責任原則が害されて、かえって投資家に不利益になる恐れがあること、損失保証を巡る紛争の防止、証券会社の健全経営が損なわれる恐れがあること、などが挙げられた。違反した場合は、免許取消などの行政処分が科せられた（刑事罰はなし）。この時点では勧誘段階において損失を保証する行為が想定されており、事前約束なしの事後の補填は想定されていなかった。
ところが、バブル崩壊時期における証券会社の大規模な損失保証・損失補填が平成3年6月の各証券会社に対する税務調査を契機として明らかとなり、暴力団との不適切な取引、相場操縦の疑惑などとともにいわゆる「証券不祥事」として社会問題となった。そこで、同年の証券取引法改正において緊急措置的に損失補填を罰則をもって禁止し、その温床となった一任勘定取引も禁止した（詳しくは後述2.）。

### 行為類型
証券取引法42条の2が禁止する行為は次の通りである。
- 証券会社がする（第三者にさせる場合を含む）以下の行為（同条1項）

1. 事前の損失補填又は利益追加の約束・申し込み（同項1号）
2. 事後の損失補填又は利益追加の約束・申し込み（同項2号）
3. 事後の損失補填行為又は利益追加行為（同項3号）

- 顧客が1項で定める行為を要求する（第三者にさせる場合を含む）行為（同条2項）

### 罰則
証券取引法は損失補填等について刑事罰を定める。証券会社が損失補填をした場合、行為者には懲役3年以下若しくは300万円以下の罰金を科し、又はこれらを併科する（198条の3）。法人については3億円以下の罰金を科す両罰規定がある（207条1項2号）。
損失補填を要求した顧客には1年以下の懲役若しくは100万円以下の罰金を科し、又はこれらを併科する（200条14号）。犯人又は事情を知る第三者が損失補填により受けた財産上の利益は必ず没収又は追徴する（200条の2）。

### 適用除外‐証券事故
証券会社及びその役職員の違法又は不当な行為であって、証券会社と顧客との間で争いの原因となるものとして内閣府令で定めるもの（証券事故）によって顧客に生じた損失を証券会社が賠償する行為は、損失補填の禁止の対象から除外される（42条の2第3項）。証券会社に損害賠償責任がある場合にまで損失補填の禁止規定を適用する必要はないからである。これを受けて、証券会社の行為規制等に関する内閣府令（昭和40年11月5日大蔵省令第60号）5条は事故として、以下のものを定めている。
- 顧客の注文内容を確認しない無断売買
- 有価証券の性格・取引条件・価格の騰落等に関する顧客を誤認させる勧誘
- 注文執行に関する過失による事務処理の誤り
- 電子情報処理組織の異常による顧客の注文執行の誤り
- その他法令違反行為

ただし、損失等の補填約束・申し込みや補填行為等については、補填行為が事故に起因するものであることにつき、予め内閣総理大臣の確認を受けている場合、その他内閣府令で定める場合に限られる（証券取引法42条の2第3項但書）。これを受け、前内閣府令6条は、内閣総理大臣の確認が不要な場合として、以下のものを定めている。
- 裁判所の確定判決を受けている場合
- 裁判上の和解成立の場合
- 民事調停法上の調停成立の場合
- 証券業協会の斡旋による和解の場合
- 注文執行に関する過失による事務処理の誤りにつき1日10万円を上回らない場合
- 損失額が10万円を上回らない場合
- その他

### 問題点
損失補填を明文で禁止する立法は日本以外ではほとんど例がなく、その禁止理由に関して何を重視するかは諸説ある。主に主張されるところを挙げると以下のものがある。
- 市場に対する投資家の信頼の保護
- 投資家の自己責任原則に反する
- 証券会社の健全性の確保
- 市場の価格形成機能の維持

その他の法律問題については後述(3.) 。

## 証券会社の損失補填問題
損失補填に関連して、平成初頭に大きな波紋を呼んだ証券会社の損失補填問題についてここで扱う。

### 概要
証券会社が大口の法人顧客との間でその資産運用につき営業特金契約を事実上締結し、その結果顧客の口座に損失が生じた場合にその損失を会社の財産から補填したこと、及び当該口座に一定の利益が生じなかった場合にその差額を補填したことが明るみとなり、平成3年以後大きな波紋を呼んだ。法改正や会社の経営破綻にもつながり、その影響は大きい。損失補填はバブル景気の好景気を前提とした行為であり、バブル崩壊から平成不況への転換期に、その実態が明らかとなった。
平成3年の証券取引法改正前では、証券会社が事前に損失保証を約束して勧誘することは禁止されていたが、事前約束をせずに損失が生じてから補填をすることは明文の規定がなかった。従って、事前の保証があったか否か（「損失保証」か純粋な「損失補填」か）が大きな問題となるが、結局全て事後的な補填であったとして処理された。しかし、事前保証と思える文書が見つかったり、大蔵省が損失保証の自粛を促したような事実があることから、その結論には疑問の声もある。また、補填は主に証券会社に「旨み」をもたらしてくれる大口の企業等に対して行われたことから、大衆投資家にとっては不公平感が大きかったことも非難の原因と考えられる。

### 背景‐営業特金
1980年代の株価の長期に渡る上昇傾向の下で、企業は証券市場で大量の資金調達を行い、調達した資金を再度市場で運用して収益を上げていた（財テク）。その運用方法として、営業特金と呼ばれる特定金銭信託（特金）が行われた。
営業特金とは、証券会社に運用を一任した特定金銭信託をいう（取引一任勘定取引）。通常の特定金銭信託は、委託者が受託者である信託銀行に対して注文内容などを全て指図し、それに従って信託銀行が証券会社に注文を出す仕組みであるが、営業特金においては、例えば指図書を白紙のままで証券会社へ渡し、証券会社が後から書き込んで、あたかも委託者の指図通りに発注したかのような形式を作り出すのである（特金の指図書の偽造は違法である）。特定金銭信託の仕組み上は、顧客と証券会社の間に直接の契約関係は存在しないはずであるが（両者間に信託銀行が介在する）、営業特金においては両者の間に実質的に売買の一任契約が存在した。顧客が自ら売買をせずに特定金銭信託を利用するのは、簿価分離により税法上メリットがあるからである。つまり、特定金銭信託はそこでの損益を企業本体の株式と合算せずに計上できるため、過去に買い入れた株式の含み益を実現させずに株式売買を行えるのである。このような営業特金は、1980年代の余剰資金の増加、それによる金融・証券の自由化を原因とした、銀行と証券会社の顧客獲得競争の中で活発となったと考えられる。

### 手数料との関係
株価の高騰を受けて企業はエクイティ・ファイナンス（株式による資金調達）を行いやすく、証券会社は多数の引受けによる引受手数料の恩恵を受けていた（引受手数料は発行金額の1.8～2.25％といわれる）。さらに、顧客から売買委託を受けることによる売買手数料も入ってくることもあって、証券会社にとって顧客との取引関係維持は重要であった。そのため、手数料で儲けさせてもらっている分、顧客へ利益還元をして証券会社間での競争に勝利していくという意味で利回り保証を付けた営業特金が行われたという見方が有力である。野村證券代表訴訟判決（後述3.2）においても、損失補填が大口顧客との取引関係の維持、拡大を図る目的でなされたことを認定しており、このような営業上の理由が中心であったことは確かであろう。
このように、資金の運用方法として顧客にメリットがある営業特金と、一任された証券会社の判断による売買で仮に損が生じても（もしくは一定の収益に満たなくても）それを補填することを約束する顧客へのサービスとしての損失保証（利回り保証）との組み合わせが、2164億円（平成3年9月時点）にも上る巨額の損失補填のもとになったと考えられる。

### 補填方法
日本証券業協会が平成3年8月9日付けで国会に提出した資料「『損失補填』の概要について」によると、損失補填の方法は次のように整理される。
- 国債等の顧客にとって有利な価格による短期売買
- 非上場の債券の低廉譲渡と高値買取り
- 外貨建ワラントの低廉譲渡と高値買取り
- 新発転換社債等の大量割当て
- 金銭の支出

### 大蔵省の対応
昭和59年頃の特金フィーバーといわれた時期から、特金の運用には損失保証が付き物といわれており、昭和61年10月末には大蔵省が証券会社2社の幹部を呼び、損失補填のような法に触れる行為が目立ってきたとして厳重注意している。このように、証券不祥事が社会問題化する以前から大蔵省は損失補填等について認識を持っていたと考えられる（事前約束のない事後の補填については明文が存在しなかったが、事前の損失保証については当時でも違法であった）。また、一任勘定取引については、従前より通達による自粛の行政指導が行われていたが（「有価証券の売買一任勘定取引の自粛について」昭和39年2月7日蔵理926号）、法律上これを禁止するものはなかった。
大蔵省は平成元年12月26日に大蔵省証券局通達「証券会社の営業姿勢の適正化及び証券事故の未然防止について」（平成元年12月26日蔵証2150号）を発した。その中で、違法行為である損失保証や特別の利益提供による勧誘は自粛すること、損失保証の温床となっていた一任勘定取引については投資顧問付とする（一任勘定を止める）こと、利回り保証・損失保証については破棄すること、さらに「事後的な損失の補填や特別の利益提供も厳にこれを慎む」ことを証券会社に対して求めた。法に明文の規定のなかった事後の損失補填についてもその自粛を強く促したことの意味は大きい。当時は損失保証の私法上の効力は有効と解されており（後述3.1）、このような中でもし株価が下落すれば、証券会社にとって極めて危険である（巨額の損失保証を履行する必要がある）との認識によるものであろう。通達と同じ内容は、日本証券業協会の「協会員の投資勧誘、顧客管理等に関する規則」8条（日本証券業協会公正慣習規則）ともなった。
大蔵省証券局通達
1. 法令上の禁止行為である損失保証による勧誘、証券取引法第50条第1項第3号や特別の利益提供による勧誘、証券会社の健全性の準則等に関する省令第1条2号はもちろんのこと、事後的な損失の補填や特別の利益提供も厳にこれを慎むこと。
2. 公募株について（省略）
3. 特定金銭信託契約に基づく勘定を利用した取引については、原則として、顧客と投資顧問会社との間に投資顧問契約が締結されたものとすること。

同通達と同時に出された大蔵省証券局業務課長から日本証券業協会専務理事、各財務（支）局理財部長宛ての事務連絡（「証券会社の営業姿勢の適正化及び証券事故の未然防止について」通達の徹底について）の中では特金勘定取引の整理について具体的な方法を示している。各証券会社は本年12月末現在における特金勘定取引の業態別口座数、残高及びその管理体制について調査を行い実情を把握すること、同取引については口座開設基準を設けること、同取引においては投資顧問会社と投資顧問契約を締結すること、同取引に対する具体的な対応については平成2年末までに措置を講ずること、などである。

### バブル経済の崩壊
大蔵省通達の数日前12月18日に東証株価指数（TOPIX）は史上最高値を記録したが、翌年1月中旬から株価は下落を始め、バブル経済は崩壊へと向かった。そのような状況下で先の通達を受けた契約改定がなされることとなったが、証券会社はその段階で損失が出ている顧客に対して巨額の損失補填を実行したといわれる（大蔵省自身が契約改定段階での補填についてはやむを得ないと指導していたともいわれる）。実際に、日興証券の当時の岩崎社長の国会答弁においても、同通達を受けて担当者間で営業特金を減らすことについて話し合いがあったが、株価の大暴落という状況の下で話し合いに波風が立たないということはなく、補填を慎むということが意識的ではないが結果的に軽視された、という旨の発言がある。

### 補填件数と額
日本証券業協会の調査によると、平成3年9月24日の発表時点で補填件数787件、総補填金額2164億円となっている。日本経済新聞が7月29日朝刊で損失補填先のリストをスクープしたことから証券会社が公表せざるをえない立場に追い込まれたとされる。
| 証券会社         | 88年9月期～90年3月期 | 91年3月期  | 合計         |
| ---------------- | -------------------- | ---------- | ------------ |
| 野村證券         | 27,479(49)           | 435(6)※1   | 27,914(55)   |
| 大和証券         | 22,116(57)           | 3,275(20)  | 25,391(77)   |
| 日興證券         | 33,110(59)           | 23,475(38) | 56,575(97)   |
| 山一證券         | 45,621(66)           | 16,367(14) | 61,988(80)   |
| 大手4社合計      | 128,316(231)         | 43,552(78) | 171,868(309) |
| 準大手・中堅13社 | 43,696(386)          | ※2         | 43,696(386)  |
| 中小4社          | 874(92)              | ※2         | 874(92)      |
| 総計             | 172,886(709)         | 43,552(78) | 216,438(787) |

- 出典：読売新聞1991年9月25日朝刊
- ※1 会社規模では最大である野村證券の額が少ないのは、当時の酒巻英雄社長のコメントによると「90年3月までに営業特金の整理をほぼ済ませたため」。
- ※2 平成3年9月24日の発表の時点では調査結果が出ていない。

| No. | 企業・グループ       | 補填金額 |
| --- | -------------------- | -------- |
| 1   | 阪和興業グループ     | 12,385   |
| 2   | 丸紅グループ         | 9,204    |
| 3   | 公立学校共済組合     | 7,430    |
| 4   | 伊藤忠商事グループ   | 6,334    |
| 5   | 日産自動車グループ   | 5,884    |
| 6   | トーメングループ     | 5,716    |
| 7   | 川崎製鉄グループ     | 5,481    |
| 8   | 年金福祉事業団       | 5,354    |
| 9   | 昭和シェル石油       | 4,728    |
| 10  | 松下電器産業グループ | 4,721    |

- 出典：毎日新聞1991年9月25日朝刊

### 影響
一連の損失補填は証券取引法に規定のなかった事後の損失補填であったとされたため、平成3年証券取引法改正において事前・事後を問わず損失の保証・補填を禁止し、一任勘定取引も排除する立法がなされた。また、損失補填の背景には固定手数料制度及び引受けに関する競争を制限するような慣行があったとされたため、その後委託手数料は完全に自由化された。さらに、平成9年の山一證券自主廃業にも繋がった。証券取引等の公正を確保する目的で平成4年に設置された証券取引等監視委員会もこの不祥事を受けてのものである。

### 問題点
証券会社に対して証券取引法上の責任が問われなかったこと（及び大蔵省が事実上黙認していたこと）については批判もある。当時の証券業界用語として「飛ばし」（評価損の出ている有価証券を他企業に転売して損失の表面化を防ぐこと、証券会社が仲介することが多い）、「握り」（利回り保証の約束）、「胸叩き」（利回り保証）といったものがあったことからも、違法な事前の損失保証の存在を指摘する報道が当時なされた。事後の損失補填であったとしても、証券取引法上の他の規定を使って追求すべきであったという意見もある。

## 法律問題
損失補填に関連して法律上問題となる点をここで扱う。関連判例についてもここで触れる。

### 私法上の効力
損失補填ないし損失保証をした場合、現在では刑事罰の対象となることは明らかであるが、その私法上の効力はどう解すべきか。この点、平成3年証券取引法改正前においては行政処分の対象とはなるが私法上は有効と解するのが学説・行政・判例の一致するところであった（最高裁判決平成12年7月7日）。これを無効と解すれば得をするのは証券会社であり、顧客側が不利益を被るからである（ここでの顧客とは主に保護すべき弱者たる大衆投資家を想定している）。従って、顧客は証券会社に対して損失保証の履行を請求し得ることになる。
一方、平成3年改正後になされた損失保証契約は無効であると解するのが現在の通説・判例である。刑事罰が科せられるほど反公益性の強いものであるから、公序良俗（民法90条）に反するためである。また、前述の大蔵省通達後、平成3年改正前になされた損失保証契約についても無効とする判例がある（最高裁判決平成9年9月4日）。通達によって反社会性の強い行為であるとの社会的認識が生まれたと認められるからである。従って、平成3年12月26日以後になされた損失保証・損失補填であれば顧客は証券会社に対してその履行を請求できず、既に補填された分は証券会社に返還すべきことになる。
そこで、大蔵省通達前になされた損失保証契約の履行を平成3年改正後に請求することは認められるかどうかが問題となる。この点、判例は昭和60年6月14日に締結された損失保証契約につき、当時「証券取引秩序において許容されない反社会性の強い行為であるとの社会的認識」は無かったとして契約を有効と解した上で、現在法が禁じている行為を請求することはできないとした（最高裁判決平成15年4月18日）。

### 取締役の対会社責任
損失補填を行うことを決定した取締役らが商法上の善管注意義務及び忠実義務違反の責任を負うかどうかが問題となる。つまり、事前に契約等をしていないで事後的に財産上の利益を提供するわけであるから、義務無くして会社財産を流出させたことの責任が問われる可能性がある（根拠規定は商法266条1項5号）。この点については野村證券損失補填株主代表訴訟で争われているので、以下この訴訟について述べる。
事案は次のようなものである。野村證券は東京放送（TBS、現・TBSホールディングス）との間で平成元年4月、期間を平成2年3月までとする特定金銭信託契約（営業特金）を締結したが、平成2年2月末の時点で取引口座には約3億6000万円の損失が生じていた。大蔵省通達を受けて野村證券では営業特金解消のための交渉を始めたが、顧客から不満が寄せられたため3月13日の専務会において総額161億円の補填をすることを決定した。翌日それに従いTBSに対して外貨建ワラントの低廉譲渡と高値買取りの方法で補填を行い、損失は補填された。公正取引委員会は平成3年11月10日に野村證券らに対し不公正な取引方法の一般指定9号に該当し独占禁止法19条に違反するとして同法48条に基づき勧告を行い、野村證券らもこれを応諾した。野村證券の株主であった原告らが野村證券に対し代表取締役らの損失補填による損害賠償責任を追及する訴訟の提起を請求したが、訴えを提起しないので、平成4年4月10日、本件訴訟を提起した。
第一審（東京地裁判決平成5年9月16日）、控訴審（東京高裁判決平成7年9月26日）は本件の行為は証券取引法に違反するものではないとした上で取締役の義務違反を認めなかった。控訴審の判決文を引用すると、「結果的には取引関係の維持により実損害を生ずるおそれのない本件損失補填を決定・実施したことは、経営上の判断として裁量の範囲を逸脱したものとはいえず、野村證券に対する関係において善管注意義務、忠実義務に違反するような違法行為とはいえないものと認めるのが相当である」との判断である。上告審（最高裁判決平成12年7月7日）においてもその判断は維持され、取締役の会社に対する義務違反は認められなかった。
ただし、この判決では損失補填につき一切の法律違反が認められなかったわけではない。最高裁は独占禁止法19条に違反することを認めた上で（後述3.3）、取締役が損害賠償責任を負うには取締役に故意又は過失があることが必要であるとした。そこで、本件の事実関係では「その行為が独占禁止法に違反するとの認識を有するに至らなかったことはやむを得ない事情があったというべきであって、……過失があったとすることもできないから、本件損失補填が独占禁止法19条に違反する行為であることをもって、被上告人らにつき本規定（商法266条1項5号）に基づく損害賠償責任を肯認することはできない」と判断した。
本件判決は、取締役の責任について経営判断原則を適用して判断したものである。経営判断原則とは、取締役の善管注意義務違反の判断につき、それが合理的な経営判断によってなされたものであるときはその判断を尊重する原則をいう。具体的には、その判断をするに至った過程・判断内容の合理性などが検討される。もっとも、本件判決に対しては取締役の裁量を広範に認めすぎているとの批判もある。

### 独占禁止法上の問題
損失補填行為が独禁法違反になるかどうかが問題となる。具体的には、同法19条の不公正な取引方法に該当するかが問題である。この点について、公取委平成3年12月2日勧告審決は、野村證券が実施した損失補填について、「正常な商慣習に照らして不当な利益をもって、競争者の顧客を自己と取引するように誘引しているものであって、不公正な取引方法の第9項に該当し、独占禁止法第19条の規定に違反するものである」とした。排除措置（今後同様の違法行為が起こらないようにするための措置）は、野村證券が損失補填が独禁法に違反すること及び今後同様の行為を行わないことを自社の役員・従業員・顧客に周知徹底すべきこと並びに今後損失補填を行ってはならないことである。なお、野村證券以外の大手証券会社3社に対しても同日付けで同内容の審決が下されている。
独占禁止法2条9項3号は「不当に競争者の顧客を自己と取引するように誘引し、又は強制すること」であって公正な競争を阻害するもののうち公正取引員会が指定するものを不公正な取引方法と定める。それを受けて公正取引委員会告示「不公正な取引方法」（一般指定）9項は「正常な商慣習に照らして不当な利益をもって、競争者の顧客を自己と取引するように誘引すること」を規定している。本件審決は、損失補填が同9項に該当するとしたものである。
また、前節(3.2) で挙げた野村證券損失補填代表訴訟においても独禁法に違反するかどうかが判断された。最高裁は同法19条違反は認めたものの経営判断原則により損害賠償責任は否定された。